# Ingenico
Ingenico est une multinationale spécialisée dans les prestations de paiements, figurant parmi les leaders mondiaux du marché des terminaux de paiement.
Le groupe est implanté en Europe de l’Ouest, aux États-Unis, en Amérique latine, en Chine, au Japon, en Australie et en Afrique.

## Histoire
Créée en France en 1980 par Jean-Jacques Poutrel et Michel Malhouitre, Ingenico sort en 1984 son premier terminal mixte carte à piste / carte à puce. L'année suivante, Ingenico s'introduit sur le second marché de la bourse de Paris, avant d'être transféré, en 1987, à la cote officielle de la Bourse de Paris.
En 1996, Ingenico acquiert Innovatron Data Systems et EPOS, puis en 1999 l’activité terminaux sous la marque Fortronic de De La Rue, entreprise britannique, ainsi que les activités sous la marque Telesincro qui appartenait à Bull. En 2000, Ingenico acquiert Saunders Jefferies, entreprise britannique présente dans le commerce électronique. Elle acquiert également la société française Lexem, spécialisée dans le domaine du paiement sécurisé sur Internet. En 2001, Ingenico acquiert IVI Checkmate, troisième fournisseur de systèmes de paiement en Amérique du Nord.
En 2006, Ingenico acquiert Moneyline. Plus de trois millions de terminaux sont vendus par Ingenico en 2007. En 2008, après le rachat de Sagem Monetel auprès de Safran (qui monte alors à son capital), Ingenico décide la fermeture de son centre historique de R&D à Barcelone (Espagne) qui développait jusqu'alors sa gamme de terminaux de paiement et adopte la plateforme Sagem, plus évoluée . La même année, Ingenico acquiert une prise de participation majoritaire dans l'entreprise chinoise Fujian Landi et devient le leader local.
En 2009, Ingenico acquiert pour 290 millions d'euros Easycash, une entreprise allemande de 360 salariés, spécialisée dans les services de paiement.
Considérée comme une entreprise stratégique en matière de sécurisation des transactions par le hardware, le gouvernement français avait demandé fin 2010 à Safran, alors actionnaire d’Ingenico, de ne pas vendre sa participation de 22,5 % au groupe américain Danaher. Cette levée de boucliers des dirigeants avait finalement décidé Danaher à retirer son projet d’OPA.

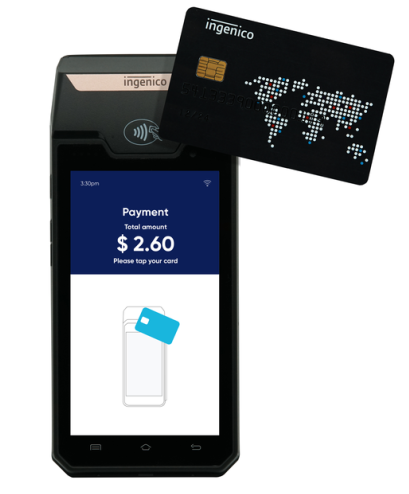
Ingenico AXIUM DX4000

En 2011, Ingenico acquiert pour 67 millions d'euros Xiring, société française spécialisée dans les lecteurs de carte vitale. En 2013, Ingenico acquiert pour 360 millions d'euros la société belge Ogone, composée de 280 employées, elle est spécialisée dans les transactions en ligne,. En 2014, Ingenico acquiert pour 820 millions d'euros GlobalCollect, entreprise néerlandaise, employant 500 personnes, spécialisée dans les services de paiement d'e-commerce international,,,. En Janvier 2015, Ingenico a rajouté la possibilité de payer en Bitcoin sur certains de ces terminaux. Les activités de ces deux sociétés sont regroupées avec la création de la division Ingenico ePayments, en janvier 2016. En 2016, Ingenico acquiert pour 60 m € la société de paiement Nera basé à Singapour, qui réalise un C.A. de 120 m € dans 17 pays d'Asie, du Moyen-Orient et d'Afrique , ainsi que son partenaire de distribution Lyudia au Japon, en avril 2016.
À la suite de la démonétisation surprise de l'Inde en novembre 2016, Ingenico rachète son revendeur indien TechProcess en février 2017 pour y multiplier ses forces opérationnelles (en ventes/installation/SAV) sur tout le territoire et non plus seulement depuis New Delhi. Elle rachète deux mois plus tard son revendeur ukrainien SST. En juillet 2017, Ingenico annonce l'acquisition de Bambora, une entreprise suédoise employant 700 personnes, pour 1,5 milliard d'euros,.
En octobre 2017, Ingenico Group acquiert IECISA Electronic Payment System pour renforcer son accès direct au Retail en Espagne. En décembre 2017, Ingenico Group renforce sa présence en Asie avec l’acquisition d’Airlink, distributeur à valeur ajoutée de prestations de paiement.
Début novembre 2018, le PDG Philippe Lazare est remercié de ses fonctions et Nicolas Huss  est nommé directeur général. En février 2019, Michel-Alain Proch, ancien Chief Digital Officer du groupe Atos, est nommé Directeur financier du groupe.

### 2020: rachat d'Ingenico par Worldline
En février 2020, Worldline annonce l’acquisition d'Ingenico pour 7,8 milliards d'euros. Les actionnaires de Worldline gardant une participation de 65 % et ceux d'Ingenico de 35 %. Ingenico Group est intégré à Worldline, et les terminaux de paiement Ingenico sont regroupés avec ceux commercialisés par Worldline au sein de Worldline Terminals, Solutions and Services (TSS).
Ingenico Group est alors réparti en plusieurs entités au sein du groupe Worldline :
- Ingenico ePayments devient Worldline Merchant Services (MS) ;
- Ingenico Terminals et Ingenico Banks and Acquirers (B&A) deviennent Worldline Terminals, Solutions and Services (TSS) ;
- Ingenico Business Support devient Worldline Business Support.

### 2022: Worldline cède Ingenico au fonds américain Apollo
En février 2022, Worldline cède au fonds américain Apollo Global Management la totalité de la branche de terminaux de paiement d’Ingenico (TSS), ce qui, selon Les Échos, « signe la fin d’une aventure industrielle dans laquelle la France était parvenue à construire un leader mondial. » Alerté par les syndicats d’Ingenico inquiets en juin 2021 que l’expertise de Worldline TSS soit convoitée par des fonds américains, le gouvernement français n’a pas répondu.

## Métiers
Ingenico propose des solutions de matériels, logiciels et services de transaction sécurisée : terminaux de paiement sécurisés, paiement sans contact ou transactions biométriques, solutions d’acquisition EMV, gestion centralisée des flux de transactions, services aux commerçants… Les clients d'Ingenico sont des banques, distributeurs, mainteneurs, grande distribution, petits commerçants, entreprises. Ingenico les accompagne par le biais de ses activités de conseil, d’intégration et d’exploitation dans la conception et la mise en œuvre de leurs projets monétiques[réf. nécessaire].
Par ailleurs, la société offre une plateforme de ePaiement pour le commerce en ligne, représentant environ 30 % de son C.A[réf. nécessaire].
En 2016 également, Ingenico a créé son laboratoire d’innovation « Ingenico Labs » dont les équipes travaillent à concevoir et anticiper les innovations à venir dans l’écosystème du paiement électronique et notamment l’intégration du paiement dans les objets connectés. Cette orientation a conduit le Groupe à prendre, en 2016, une participation majoritaire au capital de la start-up Think & Go spécialiste des écrans de couponing et de fidélisation.
En novembre 2019, Ingenico annonce la possibilité de payer en bitcoin via ses terminaux de paiements à Singapour et en Indonésie. Cette solution de paiement est réalisée en partenariat avec la start-up Pundi X.

## Direction

### Présidents
- 1980, Jean-Jacques Poutrel
- 2003, Jean-Marie Descarpentries
- 2004, Yves Sabouret
- 2005, David Znaty
- 2007, Jacques Stern
- 2010, Philippe Lazare,
- 2018, Bernard Bourigeaud
- 2022, Catherine Guillouard[27]

### Directeurs généraux
- 1995, Gérard Compain
- 2005, Amadéo d'Angelo
- 2007, Philippe Lazare
- 2018, Nicolas Huss
- 2022, Matthieu Destot[27]
- 2023, Laurent Blanchard[28]

## Données financières
Ingenico Group est coté à la Bourse de Paris depuis 1985 et à Euronext Paris sous le code ISIN FR0000125346 :
| Années                      | 2011  | 2012  | 2013  | 2014  | 2015  | 2016 | 2017 | 2018 | 2019 |
| --------------------------- | ----- | ----- | ----- | ----- | ----- | ---- | ---- | ---- | ---- |
| Chiffre d'affaires          | 1 001 | 1 206 | 1 370 | 1 607 | 2 197 | 2312 | 2510 | 2643 |      |
| Résultats opérationnel      | 110   | 164   | 186   | 273   | 381   |      |      |      |      |
| Résultat net part du groupe | 56,5  | 96,9  | 114   | 171,7 | 230   | 244  | 256  | 188  |      |
| Dette financière            | 19,4  | 12,7  | 16,6  | 17,9  |       |      |      |      |      |

## Actionnaires
Au 29 avril 2019 :
| Nom                                | Actions   | %     |
| Bpifrance Participations           | 3 317 081 | 5,25% |
| Allianz Global Investors.          | 3 294 324 | 5,22% |
| Oddo BHF Asset Management.         | 2 327 850 | 3,69% |
| DNB Asset Management.              | 2 141 166 | 3,39% |
| The Vanguard Group.                | 1 688 945 | 2,67% |
| Moneta Asset Management.           | 1 356 051 | 2,15% |
| Norges Bank Investment Management. | 1 038 904 | 1,65% |
| Dimensional Fund Advisors.         | 934 632   | 1,48% |
| BlackRock Fund Advisors            | 834 111   | 1,32% |
| Amundi Asset Management.           | 730 485   | 1,16% |